# Microprotopus
Microprotopus es un género de anfípodos de la familia monotípica Microprotopidae. Las especies de este género se encuentran en Europa y América.

## Especies
Las siguientes especies pertenecen a Microprotopus:
- Microprotopus bicuspidatus Rabindranath, 1971
- Microprotopus longimanus Chevreux, 1887
- Microprotopus maculatus Norman, 1867
- Microprotopus raneyi Wigley, 1966
- Microprotopus shoemakeri Lowry, 1972